# توني ميلر (كرة سلة)
توني ميلر (بالإنجليزية: Tony Miller)‏ مواليد 16 أبريل 1973 في كليفلاند، هو مدرب كرة سلة أمريكي ولاعب سابق. بدأ مسيرته الاحترافية في سنة 1995. يبلغ طوله 6 قدم 0 بوصة (1.8 م). اعتزل اللعب في 2008.

## المسيرة الاحترافية
لعب مع نادي دن هيلدر لكرة السلة في موسم 2000–2001، ثم لعب مع نادي أمستردام لكرة السلة في موسم 2003–2004، ثم لعب مع نادي دن هيلدر لكرة السلة في موسم 2004–2005.